# Tísias
Tísias (em grego Τεισίας) foi um retórico grego do Século V a.C.

## Biografia
Natural de Siracusa (Magna Grécia), Tísias foi considerado, juntamente com Córax, o primeiro a ensinar, de modo profissional, a arte de falar em público (Sofisma), e afirmava-se que Lísias e Isócrates teriam sido seus alunos.
Ele teria aprendido sua arte com Córax, que concordou em ensiná-lo em troca do dinheiro que ele, Tísias, haveria de ganhar, ao vencer a primeira causa que defendesse. Se não vencesse, nada teria que pagar, posto que a instrução teria sido inútil.
Tísias viveu em um período histórico que assinala a transição da tirania dos Dinomênidas para um governo democrático, e testemunhou grandes transformações no que se refere à legislação sobre a propriedade da terra.
Mas há dúvidas sobre sua existência histórica. Para alguns estudiosos, ele seria um personagem lendário. Para outros, ele e Córax seriam uma só pessoa.
O que se sabe sobre seu trabalho resume-se a referências nas obras de Platão, Aristóteles e Cícero.